# Музей Владимира Высоцкого
Государственный музей Владимира Высоцкого («Дом Высоцкого на Таганке») — культурный и научный центр, занимающийся сбором, хранением и изучением материалов, отражающих жизнь и творчество Владимира Семёновича Высоцкого, а также эпоху, в которой он жил.
Здание музея расположено по адресу: Москва, улица Высоцкого, дом 3, строение 1.

## История музея
Мысль о создании музея появилась почти сразу после смерти Высоцкого. В Театр на Таганке приходило множество писем с предложениями о создании музея и даже начали поступать экспонаты для него. Было решено сформировать при театре инициативную группу, которая занялась комплектованием фондов будущего музея, а также проведением мероприятий в честь поэта.
После долгой работы, 16 января 1989 года вышло поручение Совета Министров СССР о создании музея, а летом того же года исполком Моссовета создал Дирекцию по созданию ГКЦМ В. С. Высоцкого.
Дирекцией 24—31 января 1990 года был проведён проектный семинар по созданию культурного центра-музея. В семинаре также принимали участие и представители Советского фонда культуры и ЦК ВЛКСМ. В ходе этого семинара была определена структура музея, и подведены итоги социологического опроса на тему «Каким быть музею Высоцкого?», который проводился Дирекцией совместно с Институтом социологии АН СССР. По результатам опроса было предложено, чтобы музей совмещал функции как музея, так и культурного и научного центра.
В 1987 году Советский фонд культуры открыл благотворительный счёт для сбора средств на создание музея. Туда поступали личные средства граждан, гонорары с концертов и вечеров памяти, мать поэта — Н. М. Высоцкая передала в фонд будущего музея свою часть Государственной премии СССР, полученной сыном посмертно.
В конце 1988 года создаются рабочая группа и попечительский совет, в которые входит более 20 человек, в том числе: член-корреспондент АН СССР К. В. Чистов (председатель), директор ГМИИ им. А. С. Пушкина И. А. Антонова, ректор Московского Историко-архивного института Ю. Н. Афанасьев, родители В. С. Высоцкого, лётчик-космонавт СССР Г. М. Гречко и другие.

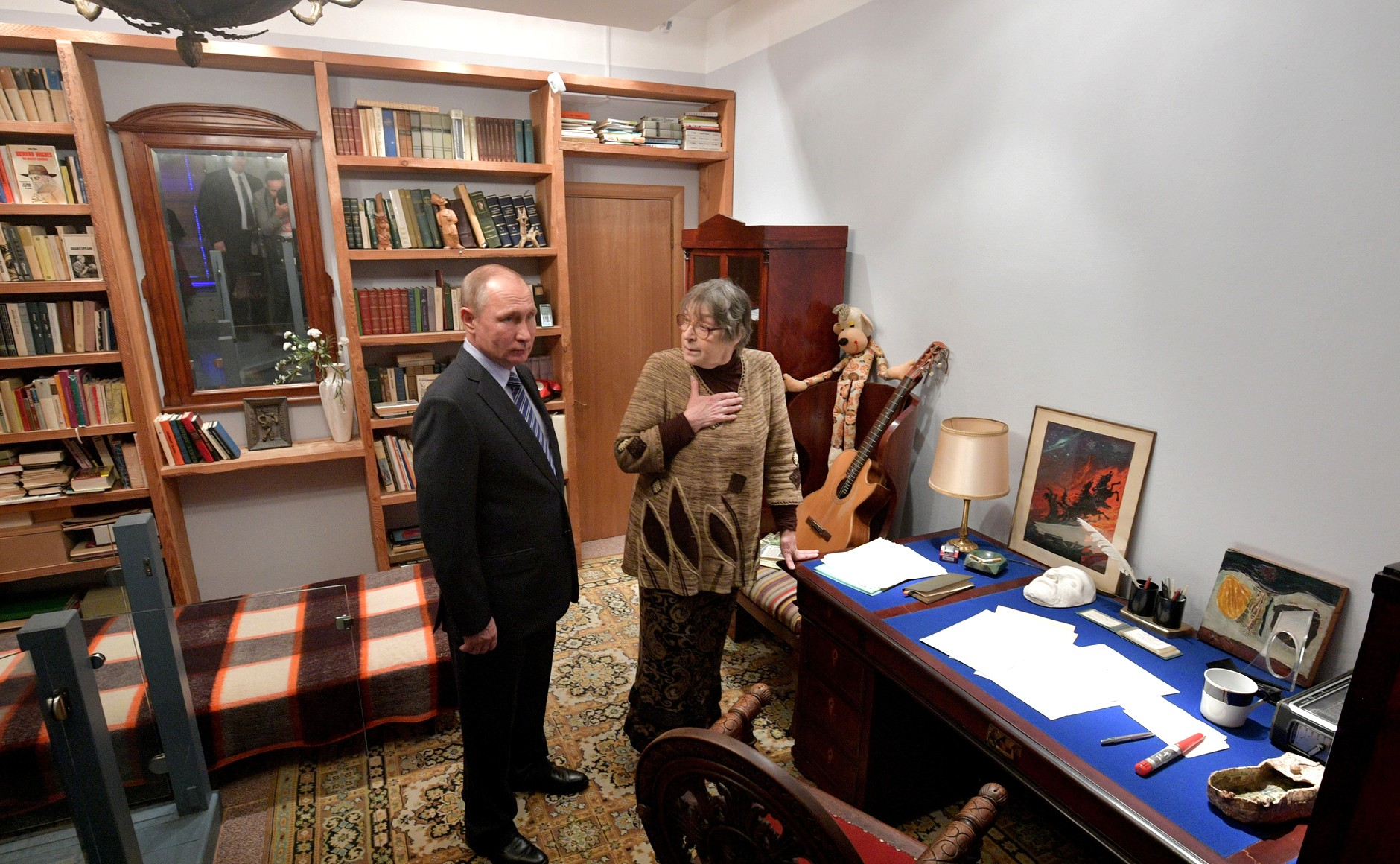
Президент России Владимир Путин
с Людмилой Абрамовой, 24 января 2018 года

Первым директором музея был назначен заведующий литературной частью Театра на Таганке П. М. Леонов.
Первой акцией, организованной музеем, была выставка к десятилетию со дня смерти Высоцкого: «Высоцкий в контексте русской культуры» (автор концепции — А. Гостев, художник — А. Тавризов). Так как музей ещё не имел своего здания, выставка проводилась в зале Советского фонда культуры, а потом на ВДНХ. Её посетили более 3000 человек.
Фактически же музей «Дом Высоцкого на Таганке» открылся в 1992 году.
С 1996 года и по сегодняшний день директором музея является сын поэта — Никита Высоцкий.
За время работы музея увидели свет 18 различных изданий — это и исследовательские работы, и материалы научных конференций, и сборники документов, и иллюстрированные альбомы, и каталоги выставок.
24 января 2018 года музей посетил Президент России Владимир Путин.

## Отделы

### Постоянная экспозиция
Экспозиция музея была открыта в 2000 году и приурочена к 20-летию со дня смерти Высоцкого. Всего в экспозицию входило более 1000 экспонатов, размещённых в трёх залах (третий был открыт позднее — 25 июля 2008 года), названия которым дали строки из стихотворений поэта:
- «Я весь в свету…». В зале собраны экспонаты, связанные с творчеством Высоцкого: сценические костюмы, знаменитый пиджак Высоцкого, материалы со съёмочных площадок и т. п.
- «Своя колея». В нём рассказывается о жизни Высоцкого, его семье, друзьях. Здесь представлены его детские игрушки, письма, автографы стихотворений и т. п. Часть экспонатов посвящена роли Высоцкого в сегодняшней культуре: первые сборники стихов поэта, первые пластинки, а также издания его произведений и воспоминаний о нём, вышедшие в 1980-е—2000-е годы.
- Кабинет Владимира Высоцкого состоит из материалов из квартиры Высоцкого на Малой Грузинской улице, в которой он прожил с 1975 по 1980 год. Зал представляет собой небольшую комнату с самодельными книжными полками, шкафом и столом красного дерева, двумя старинными креслами и кушеткой.

В январе 2019 года открылась обновлённая постоянная мультимедийная экспозиция, приуроченная к 80-летию со дня рождения Высоцкого, которая включает около 1,5 тыс. предметов и тысячи аудио-, фото- и видеозаписей. Площадь музея после обновления увеличилась вдвое — до 500 м². При этом работают 7 залов:
- «Начало пути».
- «Песни и стихи».
- Мемориальный кабинет Высоцкого.
- «Гостиная».
- «Любовь и дружба».
- «Театр и кино».
- Кинозал[2].

### Галерея «Сэм Брук»
Названа в честь Сэма Брука (нашего гвинейского друга) — героя песни Высоцкого «Марафон». Так называлась и первая экспозиция галереи.
Это была единственная в Москве галерея, существовавшая как музейная структура и вошедшая на арену столичной художественной жизни в конце 1997 года яркими персональными и групповыми выставками. Деятельность галереи осуществлялась прежде всего в плане показа современных пластических тенденций как в творчестве классиков «другого искусства», так и в форме персональных арт-проектов, в том числе и в фотографии. Одним из приоритетных направлений являлись оригинальные кураторские выставки.
Куратор галереи работал Сергей Попов, организовавший выставки Михаила Рогинского, Владимира Янкилевского, Татьяны Баданиной и многих других. Постоянно выставлялись в галерее Константин Батынков, Андрей Карпов, Лев Повзнер и Олег Тимофеев.
В 2019 году галерея «Сэм Брук» прекратила своё существование в связи с открытием новой экспозиции.

### Театрально-концертный зал
Театрально-концертный зал музея, рассчитанный на 130 мест, был открыт в 1998 году. В основном в нём выступает «творческая молодёжь» с «интересными сценическими экспериментами».
Кроме этого в зале проходили концерты таких исполнителей, как Елена Камбурова, Гарик Сукачёв, Александр Скляр, Александр Мирзаян, Константин Казански и другие, а также ставились спектакли по произведениям В. Высоцкого и о нём.

### Библиотека и читальный зал
В 1994 году при музее была создана научная библиотека, преобразованная в дальнейшем в отдел книжных фондов (ОКФ).
Фонды музея — крупнейшее собрание печатных материалов, посвящённых Высоцкому, которое насчитывает на сегодняшний день около 50 тысяч единиц хранения.
В ОКФ хранятся книги, альбомы, буклеты, брошюры и периодические издания о Высоцком, а также такие экспонаты, которые касаются проблем культуры, развития жанра авторской песни и т. п. Также там хранятся коллекции архивов близких родственников В. С. Высоцкого и известных деятелей культуры.

### Книжная лавка
Для продажи представлены записи Высоцкого, вышедшие в последнее время; сборники стихов и прозаических произведений Высоцкого, а также выпущенные музеем книги:
- фотодокументальный альбом «Добра. Высоцкий»
- Н. Крымова «Ненаписанная книга»
- «Владимир Высоцкий» из серии «Жизнь замечательных людей» В. Новикова
- сборники «Мир Высоцкого»

и другие

### Коллекция онлайн
Онлайн-проект музея содержит часть коллекции экспонатов музея. Открыто 6 онлайн-выставок: «Уважаемый Владимир Семёнович…», «Любимый напиток Владимира Высоцкого», «Кабинет Владимира Высоцкого», «Пушкин и Высоцкий», «Гостиная Владимира Высоцкого», «Поющие магнитофоны».

## Фотогалерея

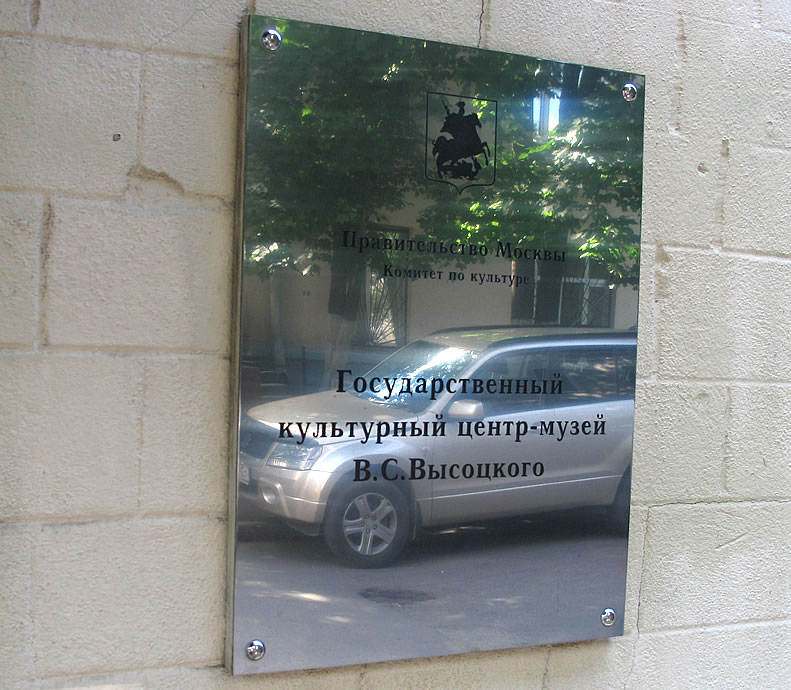
Вывеска музея
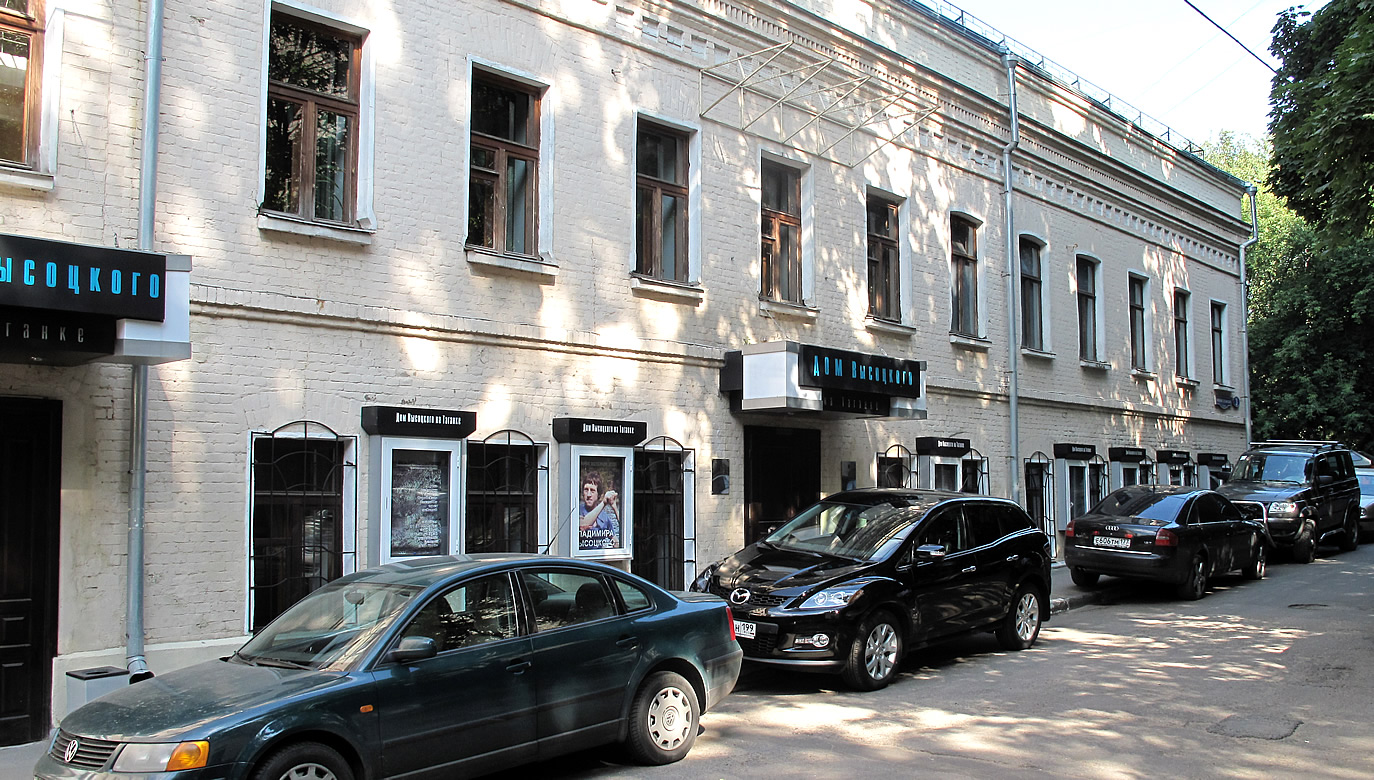
Здание музея
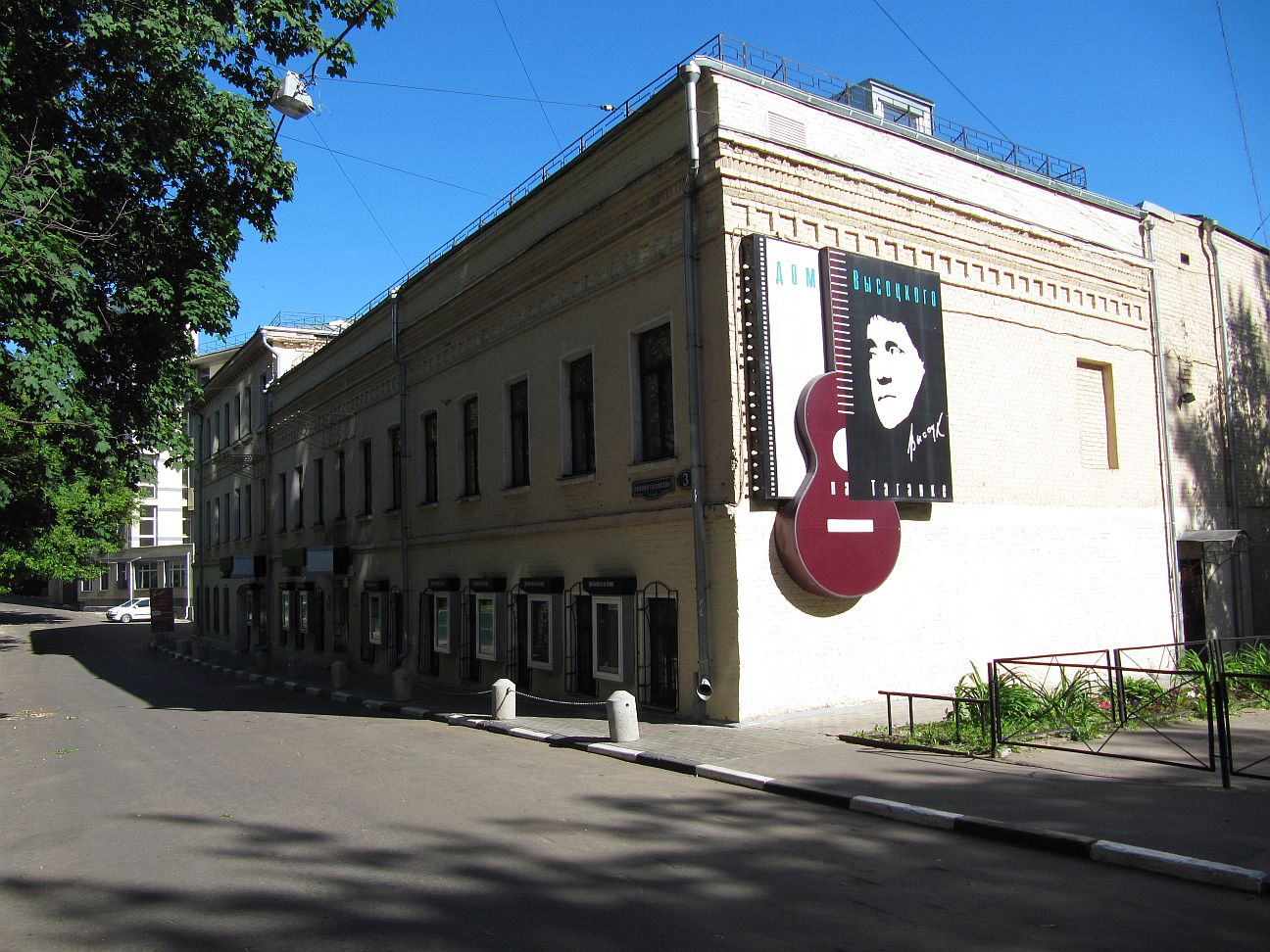
Дом Высоцкого
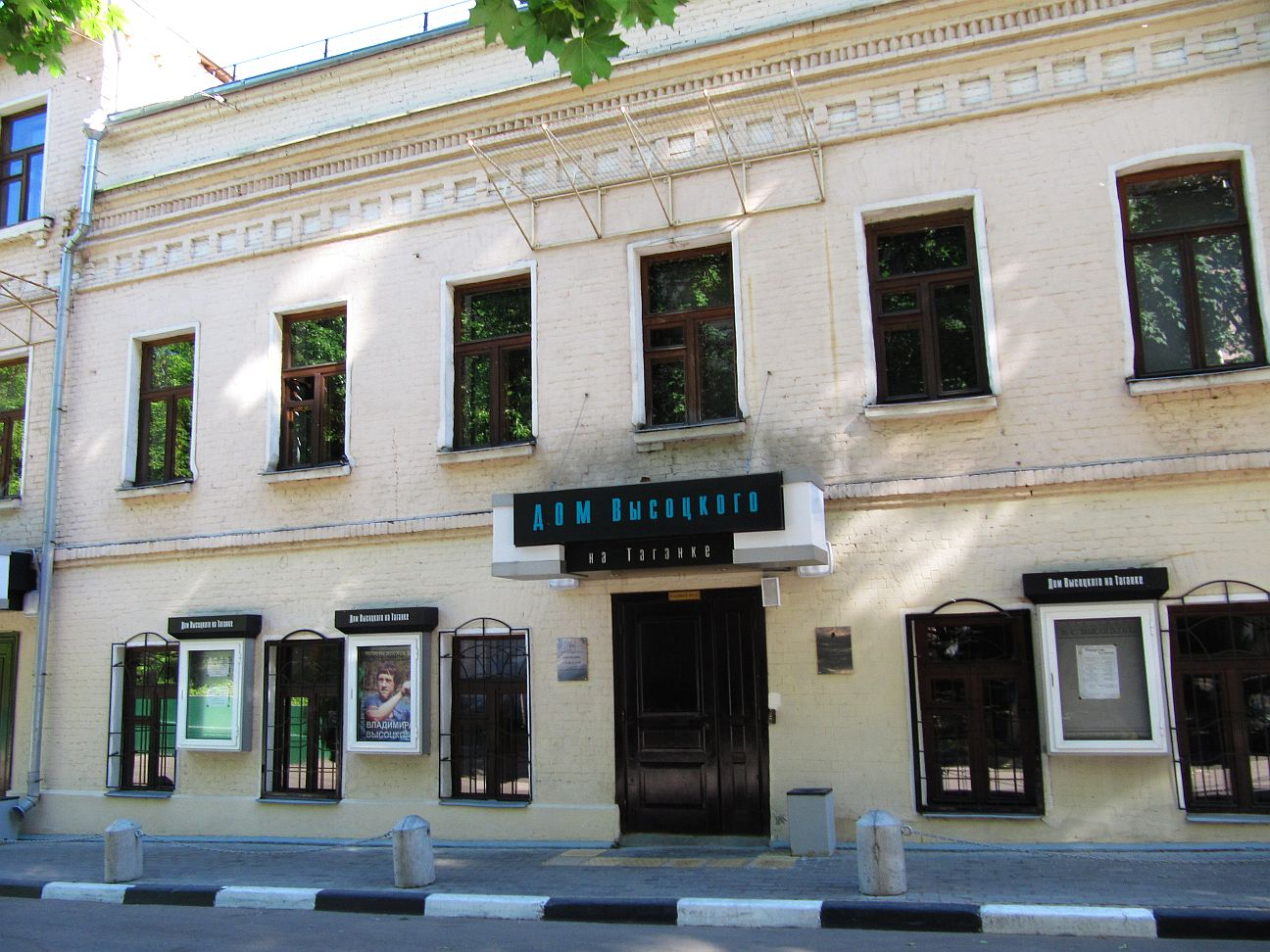
Вход в Дом Высоцкого